# Largitio

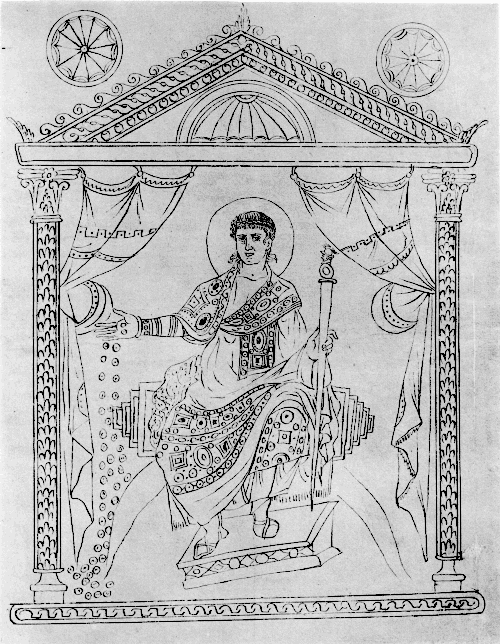
Darstellung der Freigiebigkeit von Constantius II. im Chronographen des Jahres 354

Als Largitio (lateinisch „Freigebigkeit“) werden Spenden und Geschenke in römischer Zeit bezeichnet, die zu einem soziopolitischen System gehörten. 

## Schenkende
Als Schenkende treten zunächst neben Personen des offiziellen Lebens auch Privatleute auf. Zu den Präsenten können neben Geld und Sachgütern auch Geschenke mit gesellschaftlichem Charakter wie Gastmähler gehören. Im Verlauf der römischen Kaiserzeit ändert sich das Wesen der Largitionen. In der Spätantike handelt es sich häufig um Gaben des Kaisers oder von hohen Beamten. Für den Bereich der kaiserlichen Geschenke war der z. B. in der Notitia Dignitatum erwähnte comes sacrarum largitionum zuständig, ein hoher Beamter im Rang eines vir illustris.

## Geschenkempfänger und Anlässe

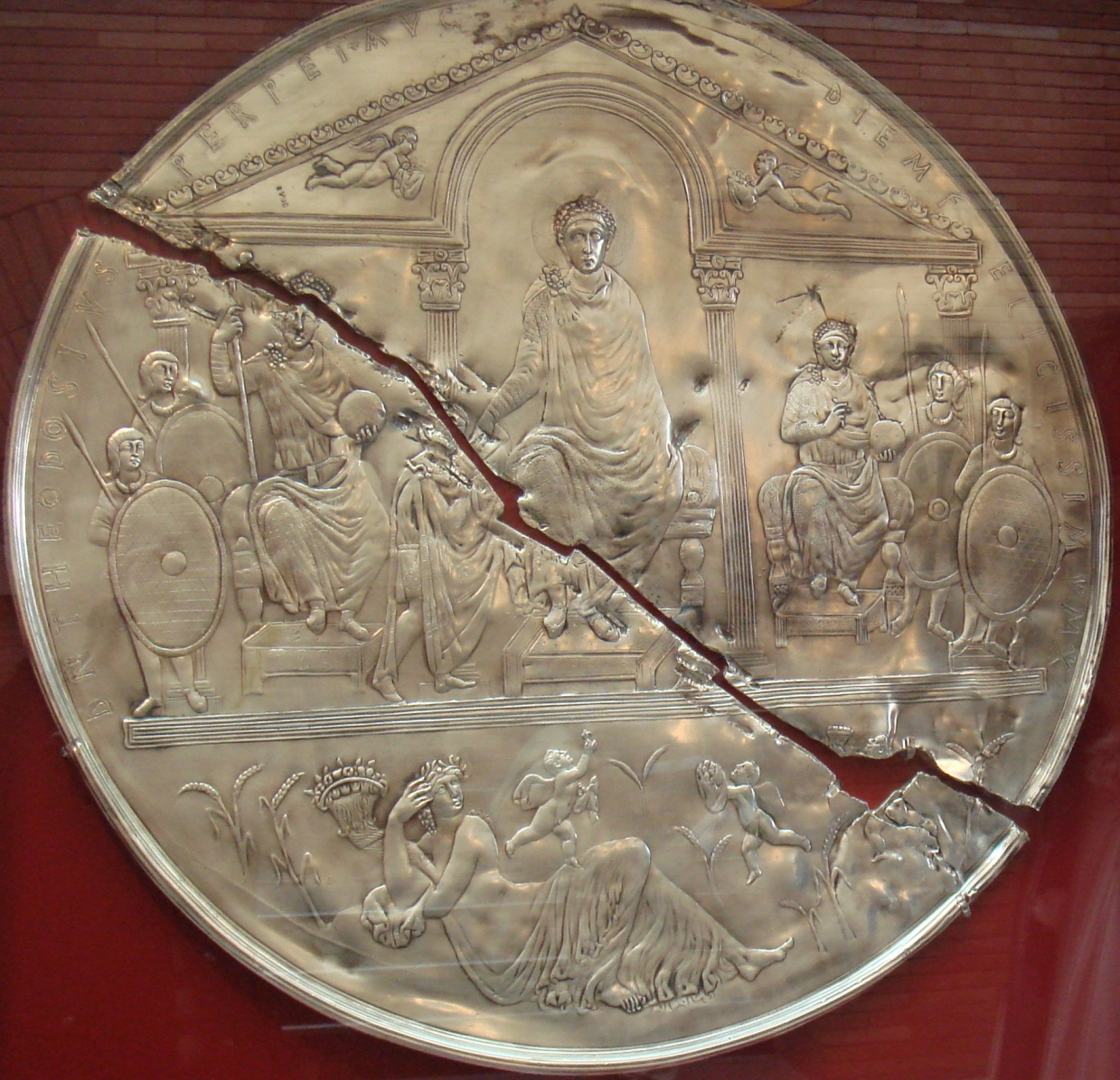
Missorium des Theodosius I. (Kopie)

Ähnlich wie bei den Donativen der frühen und mittleren Kaiserzeit erhielten Soldaten und Offiziere Geschenke, die ihre Unterstützung und Loyalität sichern sollten. Auch höhere Beamte wurden in ähnlicher Weise bedacht. Bei den Attributen des comes sacrarum largitionum in der Notia Dignitatum sind beispielsweise mit Geld gefüllte Schalen abgebildet. Solche so genannten Largitionsschalen sind in spätantiken Schatzfunden mehrfach erhalten. Inschriften wie auf der Decennalienplatte des Constans aus dem Silberschatz von Kaiseraugst weisen darauf hin, dass sie anlässlich von Regierungsjubiläen überreicht worden sind. Auf dem Missorium des Theodosius I., das nach der Inschrift zu dessen zehntem Regierungsjubiläum verschenkt wurde, ist vermutlich eine solche Largitionsszene dargestellt: Der in der Bildmitte thronende Kaiser übergibt einem vor ihm knienden Soldaten oder Beamten einen Gegenstand, wohl ein aufgrund der Beschädigung der Platte nicht sicher erkennbares Geschenk. Andere Anlässe sind ebenfalls denkbar, so mag die Darstellung eines siegreichen, reitenden Kaisers auf einer Silberplatte aus Kertsch darauf hinweisen, dass das Stück nach einer kriegerischen Auseinandersetzung verschenkt worden ist.

## Die Geschenke
Die Geschenke können einen beträchtlichen materiellen Wert haben. Dabei ist beispielsweise bei den silbernen Largitionsschalen das Gewicht und damit der Materialwert oft von den Werkstätten bereits auf der Rückseite angegeben worden. So ist auf dem Theodosiusmissorium ein Gewicht von 50 römischen Pfund angegeben. Zusätzlich ist das Prestige, das ein solcher Gegenstand als Ausdruck eines kaiserlichen Gunstbeweises vermitteln konnte, hoch einzuschätzen.
Largitionsgeschenke können auch aus anderen Bereichen stammen. So tragen einige als Kaiserfibeln bezeichnete goldene Zwiebelknopffibeln ebenfalls kaiserliche Jubiläumsinschriften; diese wurden ebenfalls als offizielle Geschenke verliehen.
Siehe auch Missorium, Mehrfach-Aureus und Multiplum.